# 앨리슨 노엘

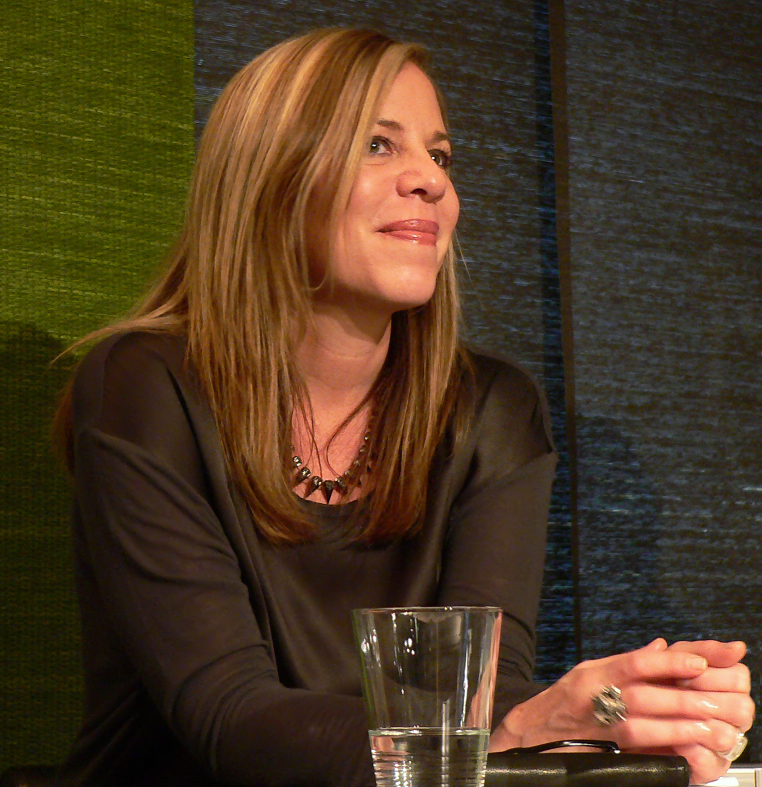
앨리슨 노엘

앨리슨 노엘(Alyson Noël)은 미국의 작가이다.